# بم بم بیگلو
بم بم بیگلو (انگلیسی: Bam Bam Bigelow; ۱ سپتامبر ۱۹۶۱ – ۱۹ ژانویهٔ ۲۰۰۷) کشتی‌گیر کشتی حرفه‌ای اهل ایالات متحده آمریکا بود. او بین سال‌های ۱۹۸۷ تا ۲۰۰۱، در مسابقات کشتی‌کچ نیو ژاپن پرو-رسلینگ، دبلیودبلیواف، دبلیوسی‌دبلیو و ای‌سی‌دبلیو شرکت کرد.